# (7915) 1979 MA6
(7915) 1979 MA6 (1979 MA6, 1990 SX7) — астероїд головного поясу, відкритий 25 червня 1979 року.
Тіссеранів параметр щодо Юпітера — 3.575.